# Eduard Kubelík
Eduard Kubelík (* 8. Oktober 2002 in Dačice) ist ein tschechischer Leichtathlet, der sich auf den Sprint spezialisiert hat.

## Sportliche Laufbahn
Erste Erfahrungen bei internationalen Meisterschaften sammelte Eduard Kubelík im Jahr 2021, als er bei den U20-Europameisterschaften in Tallinn in 20,82 s die Silbermedaille im 200-Meter-Lauf gewann und mit der tschechischen 4-mal-100-Meter-Staffel in 41,06 s den sechsten Platz belegte. Anschließend gelangte er bei den U20-Weltmeisterschaften in Nairobi bis ins Halbfinale über 200 Meter und schied dort mit windunterstützten 20,65 s aus, während er im 100-Meter-Lauf mit 10,66 s in der ersten Runde ausschied. Im Jahr darauf schied er bei den Europameisterschaften in München mit 21,25 s in der Vorrunde über 200 Meter aus und 2023 kam er bei den U23-Europameisterschaften in Espoo mit 21,32 s nicht über den Vorlauf hinaus und kam mit der Staffel im Vorlauf nicht ins Ziel. Im Jahr darauf schied er bei den Europameisterschaften in Rom mit 20,91 s in der ersten Runde über 200 Meter aus und anschließend schied er bei den Olympischen Sommerspielen in Paris mit 21,20 s in der Hoffnungsrunde aus.
In den Jahren 2020 und 2022 wurde Kubelík tschechischer Hallenmeister im 200-Meter-Lauf.

## Persönliche Bestzeiten
- 100 Meter: 10,51 s (−0,4 m/s), 26. Juni 2021 in Zlín
  - 60 Meter (Halle): 6,76 s, 5. März 2022 in Ostrava
- 200 Meter: 20,51 s (+0,2 m/s), 30. Juli 2023 in Tábor
  - 200 Meter (Halle): 20,66 s, 30. Januar 2024 in Ostrava